# Посу-да-Панела (район Ресіфі)
Посу-да-Панела (порт. Poço da Panela) — район міста Ресіфі, штат Пернамбуку, Бразилія. Район межує з районами Монтейру, Каза-Форті, Каза-Амарела і Сантана та відділений річкою Капібарібі від районів Іпутінга і Кордейру.

## Ресурси Інтернету
- Мапа району

| Бразилія | Це незавершена стаття з географії Бразилії. Ви можете допомогти проєкту, виправивши або дописавши її. |